# Oreocharis georgei
Oreocharis georgei är en tvåhjärtbladig växtart som beskrevs av Anthony. Oreocharis georgei ingår i släktet Oreocharis och familjen Gesneriaceae. Inga underarter finns listade i Catalogue of Life.